# Triệu Thị Yến
Triệu Thị Yến (ur. 2000) – wietnamska zapaśniczka walcząca w stylu wolnym. Złota medalistka mistrzostw Azji Południowo-Wschodniej w 2022 i 2023 roku.